# Comodo Group
Comodo Group — компанія-виробник програмного забезпечення і постачальник сертифікатів SSL, розташована в США, заснована в 1998 році. Є одним з найбільших постачальників сертифікатів, пропонуючи безкоштовні сертифікати для персональної електронної пошти.
Програмне забезпечення, що розробляє Comodo Group: 
- Comodo Internet Security
- Comodo Firewall Pro[3]
- Comodo AntiVirus[4]
- Comodo BoClean Anti-Malware[5]
- Comodo AntiSpam
- Comodo BackUp
- Comodo iVault
- Comodo VerificationEngine[6]
- FreeVPS
- Comodo Time Machine
- Comodo Dragon
- Comodo System Cleaner